# Murabba-Palast

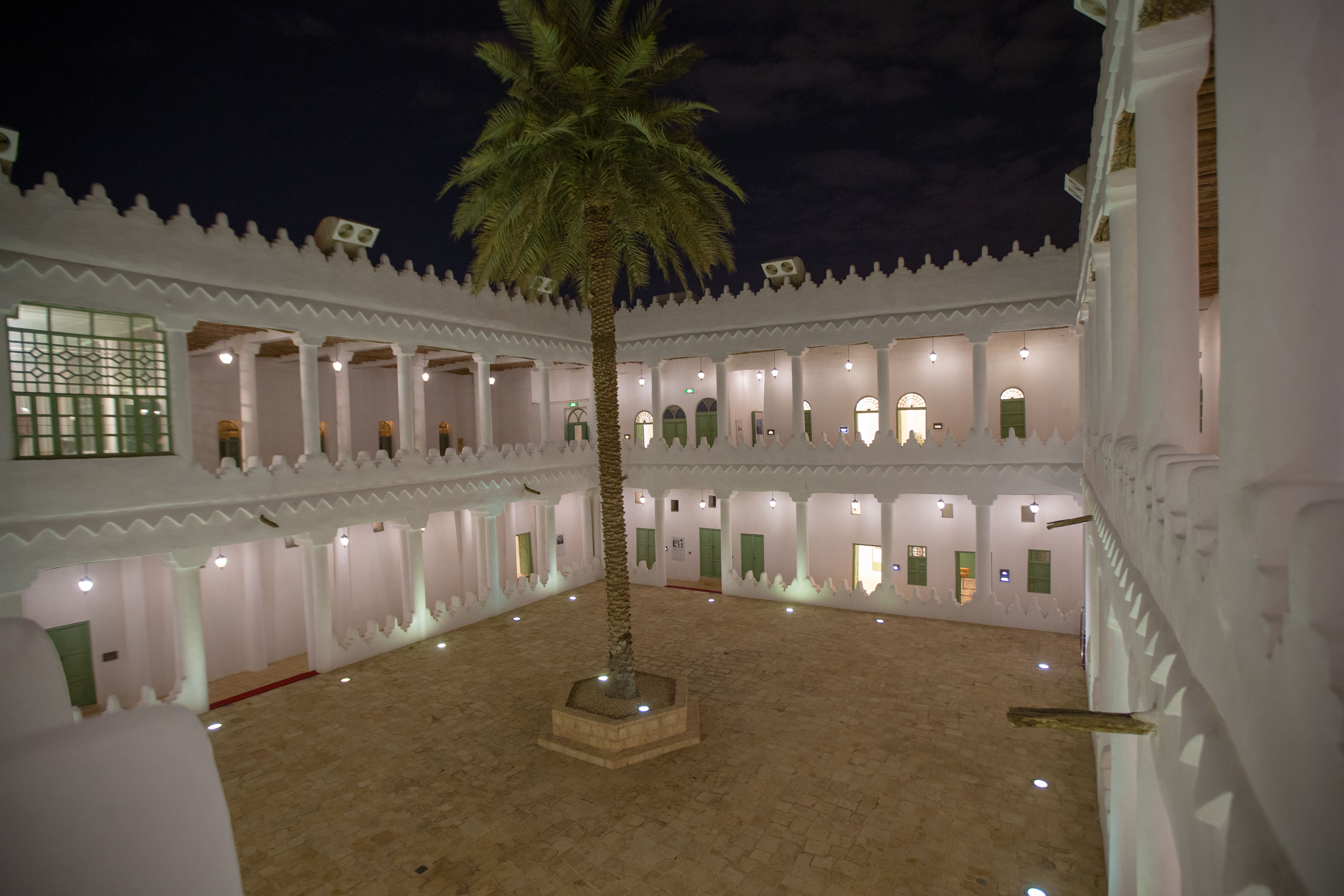
Blick in den Innenhof bei Nacht

Der Murabba-Palast (arabisch قصر المربع, DMG Qaṣr al-Murabbaʿ) – der Name المربع al-Murabba ‚das Quadrat‘ bezieht sich auf seine Abmessungen in Form eines regelmäßigen Vierecks mit einer Fläche von ca. 400 Quadratmetern – ist ein historisierendes Gebäude in Riad in Saudi-Arabien. Der Palast ist das erste Gebäude, das außerhalb der Mauern der Altstadt errichtet wurde.

## Geschichte
Der Murabba-Palast wurde 1936 erbaut, als der erste König von Saudi-Arabien Abd al-Aziz ibn Saud einen neuen, repräsentativen Gebäudekomplex benötigte. Die Stadt Riad war zu diesem Zeitpunkt so dicht bebaut, dass ein neues, großes Bauwerk in der Innenstadt nicht untergebracht werden konnte. Deshalb wurde der Palast außerhalb der Stadtmauern errichtet. In den 1940er Jahren wurden drei bedeutende Veränderungen in Riad vorgenommen: Neue Verkehrswege mit breiteren Straßen wurden gebaut, eine elektrische Versorgung wurde zur Verfügung gestellt und die sanitären Systeme wurden grundlegend erneuert. Alle neuen Technologien hatten auch einen Einfluss auf den Palast. Zusätzlich wurden Höfe überdacht und Ausbesserungsarbeiten an der Bausubstanz vorgenommen, wobei die ursprünglichen Materialien, beispielsweise Lehm- und sonnengetrocknete Schlammziegel für die Reparatur von Wänden verwendet wurden. Mit Schlamm verputzte Tamariskenstämme wurden für die Ausbesserung der Dächer benutzt. Ab den 1950er Jahren wurden Modernisierungsarbeiten durchgeführt, jedoch wurde Wert darauf gelegt, den historischen Charakter des Gebäudes zu erhalten. Der Palast ist inzwischen Teil des The King Abdul Aziz Historical Centre.
Die Amtsgeschäfte des Königs wurden überwiegend vom Palast aus geführt und wichtige Entscheidungen, beispielsweise zur Landesverteidigung, zur Markteinführung eines Rundfunks oder zur Einführung einer unabhängigen saudischen Währung wurden dort getroffen. Im Palast wurden auch ausländische Gäste empfangen.
Mit dem Murabba-Palast assoziiert ist das Museum King Abdul Aziz Memorial Hall. Dort befinden sich Exponate, die in erster Linie von Abd al-Aziz ibn Saud stammen. So sind Schriften und Fotos von Treffen mit Staatsmännern aus der ganzen Welt sowie viele persönliche Gegenstände zu sehen, darunter Kleidung, Schmuck, Waffen, medizinische Vorräte und sogar ein Rolls-Royce, den der König 1946 von Winston Churchill erhielt.

## Architektur
Der zweistöckige Palast ist im arabischen Architekturstil bebaut und verfügt über 32 Zimmer, die vom König und der königlichen Familie bewohnt wurden. Die für den Bau des Palastes verwendeten Materialien umfassten Ziegel, autochthone Steine, Tamariskenstämme und Palmblattstiele. Die Wohn-, Kommunikations- und Gästeräume sowie das Büro des Königs befanden sich im Obergeschoss, während das Erdgeschoss die Räume für Dienstpersonal, Versorgungs- und Sicherheitseinrichtungen sowie für die Verwaltung enthielt.